# Batalha de Sheriffmuir

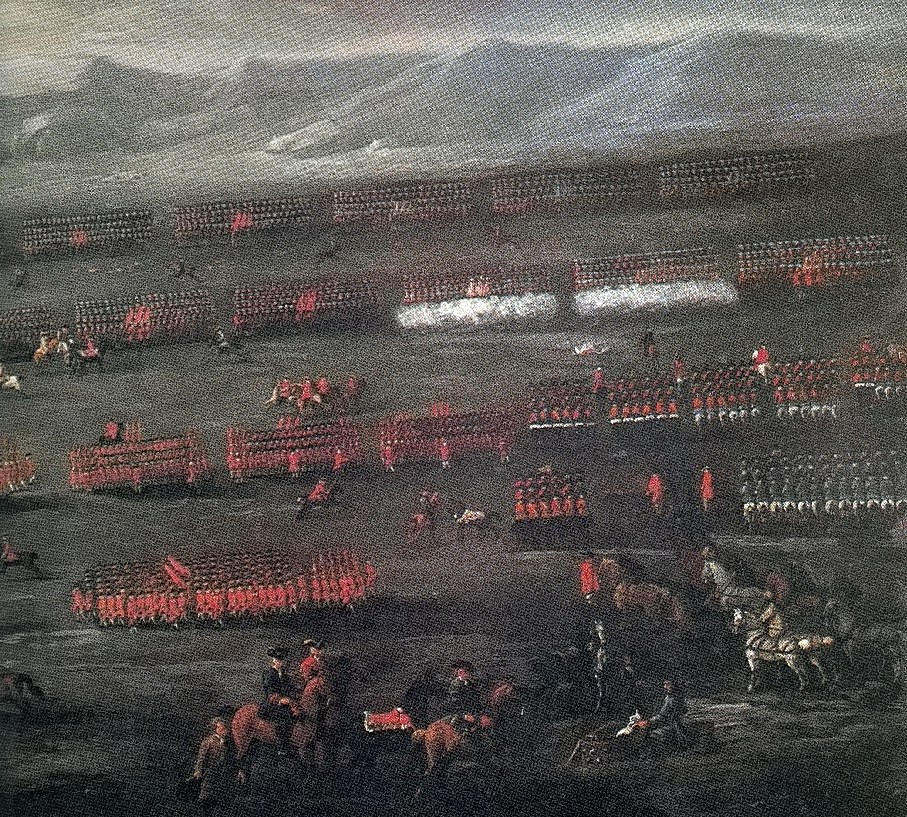
Batalha de Sheriffmuir

A Batalha de Sheriffmuir foi um enfrentamento em 1715, no auge do levante jacobita, na Inglaterra e na Escócia. O campo de batalha foi incluído no Inventário de Campos de Batalha Históricos na Escócia e protegido pela Escócia Histórica sob a Política de Ambiente Histórico Escocês de 2009. Sheriffmuir era e é um planalto elevado e remoto de charneca situado entre Stirling e Auchterarder na margem norte das colinas de Ochil.